# (37422) 2001 XF241
2001 XF241 (asteroide 37422) é um asteroide da cintura principal. Possui uma excentricidade de 0.18694890 e uma inclinação de 5.88820º.
Este asteroide foi descoberto no dia 13 de dezembro de 2001 por LINEAR em Socorro.